# Ricardo Valiño
Ricardo Alfredo Valiño (ur. 2 stycznia 1971 w Buenos Aires) – argentyński trener piłkarski z obywatelstwem meksykańskim, od 2023 roku prowadzi reprezentację Wenezueli U-20 i reprezentację Wenezueli U-17.

## Kariera trenerska
Valiño jako zawodnik występował wyłącznie na poziomie amatorskim – terminował w drużynach młodzieżowych stołecznego zespołu Argentinos Juniors, równolegle studiując dziennikarstwo sportowe. Karierę piłkarską zakończył już w wieku dwudziestu czterech lat. Bezpośrednio po tym został zauważony przez Gabriela Rodrígueza – uznanego trenera młodzieży w Argentynie – i ściągnięty do zarządzanej przez niego akademii juniorskiej klubu San Lorenzo de Almagro. Tam pracował w latach 1995–2006, przechodząc przez większość szczebli w szkoleniu młodzieży w zespole; trenował kolejno trampkarzy, juniorów oraz drużyny do lat siedemnastu i dwudziestu, a dwukrotnie wspólnie z Rodríguezem tymczasowo prowadził również zespół seniorów.
W latach 2006–2010 Valiño pracował w uznawanej za czołową na świecie akademii młodzieżowej krajowego giganta – stołecznego River Plate. Wespół ze swoim mentorem Gabrielem Rodríguezem odpowiadał tam za koordynację drużyn juniorskich i młodzieżowych, w 2008 roku przez kilka tygodni tymczasowo opiekował się pierwszym zespołem. W latach 2010–2011 już samodzielnie był koordynatorem akademii juniorskiej Vélezu Sarsfield. Podczas trwającej szesnaście lat pracy z młodzieżą miał styczność z wieloma przyszłymi reprezentantami kraju, takimi jak Gonzalo Rodríguez, Pablo Zabaleta, Walter Acevedo, Pablo Barrientos, Radamel Falcao, Roberto Pereyra, Erik Lamela, Manuel Lanzini czy Lucas Orbán. Miał również okazję asystować uznanym na świecie szkoleniowcom, jak Manuel Pellegrini czy Diego Simeone.
W czerwcu 2011 Valiño został trenerem meksykańskiego drugoligowca Mérida FC. Prowadził go ze średnim skutkiem przez sześć pełnych półrocznych sezonów (trzy lata), zajmując na ich koniec kolejno piętnaste, drugie, piąte, dwunaste, czwarte i dziewiąte miejsce w tabeli. Trzy razy (na sześć prób) jego podopieczni zakwalifikowali się do decydującej o awansie fazy play-off, za każdym razem odpadając jednak w ćwierćfinale. W maju 2014 objął inny klub z drugiej ligi meksykańskiej – mający większe aspiracje Lobos BUAP z siedzibą w Puebli. Tam w trzech pierwszych sezonach notował zadowalające wyniki, kiedy za każdym razem zdołał awansować do play-offów, kolejno z siódmego, trzeciego i pierwszego miejsca, odpowiednio odpadając z nich jednak w ćwierćfinale, ćwierćfinale i półfinale. Znacznie poniżej oczekiwań drużyna spisała się w czwartym sezonie, zajmując dwunaste miejsce w tabeli, co poskutkowało odejściem szkoleniowca z zespołu. W międzyczasie Valiño przyjął meksykańskie obywatelstwo, w wyniku kilkuletniego zamieszkania w tym kraju.
W kwietniu 2016 Valiño podpisał umowę z występującym w najwyższej klasie rozgrywkowej klubem Puebla FC. Prowadził go bez większych sukcesów przez dziewięć miesięcy (dwunaste miejsce w lidze), po czym został zwolniony po serii słabszych wyników. W kwietniu 2017 został zatrudniony przez czołowy zespół z drugiej ligi – Celaya FC.

## Statystyki kariery
| Venados | 2011–2012 | Meksyk | Ascenso MX | 31  | 11 | 9  | 11 | 35% | —  | —  | —  | —  | —   | — | — | — | — | — | — | 31  | 11 | 9  | 11 | 35% |
| Venados | 2012–2013 | Meksyk | Ascenso MX | 30  | 9  | 12 | 9  | 30% | 12 | 5  | 3  | 4  | 42% | — | — | — | — | — | — | 42  | 14 | 15 | 13 | 33% |
| Venados | 2013–2014 | Meksyk | Ascenso MX | 30  | 11 | 11 | 8  | 37% | 13 | 6  | 1  | 6  | 46% | — | — | — | — | — | — | 43  | 17 | 12 | 14 | 40% |
| BUAP    | 2014–2015 | Meksyk | Ascenso MX | 30  | 12 | 10 | 8  | 40% | 14 | 5  | 5  | 4  | 36% | — | — | — | — | — | — | 44  | 17 | 15 | 12 | 39% |
| BUAP    | 2015–2016 | Meksyk | Ascenso MX | 32  | 14 | 8  | 10 | 44% | 12 | 4  | 4  | 4  | 33% | — | — | — | — | — | — | 44  | 18 | 12 | 14 | 41% |
| Puebla  | 2016–2017 | Meksyk | Liga MX    | 21  | 5  | 6  | 10 | 24% | 8  | 5  | 2  | 1  | 63% | — | — | — | — | — | — | 29  | 10 | 8  | 11 | 34% |
| Celaya  | 2017–2018 | Meksyk | Ascenso MX |     |    |    |    | %   |    |    |    |    | %   | — | — | — | — | — | — |     |    |    |    | %   |
| Ogółem  | Ogółem    | Ogółem | Ogółem     | 174 | 62 | 56 | 56 | 36% | 59 | 25 | 15 | 19 | 42% | — | — | — | — | — | — | 233 | 87 | 71 | 75 | 37% |